# Seznam králů Mykén
Archeologické nálezy dokazují, že Mykény byly obydleným sídlem již ve třetím tisíciletí před Kr. Po příchodu Řeků se v druhém tisíciletí před Kr. staly centrem řecké civilizace. Kulturu, kterou Řekové vytvořili mezi 16.–12. stoletím před Kr. známe pod jménem Mykénská kultura. Kolem roku 1150 před Kr. Byla mykénská civilizace rozvrácena vpádem Dórů.
I když Mykéňané znali písmo (Lineární písmo B), historické záznamy z tohoto období nejsou známy, protože písmo používali jen na vládní a hospodářské účely. Období mykénské civilizace nám alespoň zčásti přibližují starořecké eposy Ilias a Odysseia od Homéra, napsané pravděpodobně v polovině 8. století před Kr.
Mykénští vládcové bydleli v mohutném hradě postaveném z obrovských kamenných kvádrů sevřeném širokými hradbami. V paláci, který byl centrem moci, působili i umělci a řemeslníci. Vládce mykénského království se vedle řízení státu, zabýval hlavně obchodem, válkou, lovem a zajišťoval také přízeň bohů konáním bohoslužeb.
Jména vládců Mykén známe jen z řecké mytologie. Podle řeckých mýtů Mykény založil král Tíryntu Perseus, který se pak do Mykén přestěhoval a stal se tak prvním mykénským králem.
Následující seznam uvádí jména mykénské králů chronologicky seřazených tak, jak je zaznamenaly řecké mýty. Uvedená století jsou fiktivní.
| Jméno                | Období vlády (letopočty jsou fiktivní) | Období vlády (letopočty jsou fiktivní) |                      |
| Perseus              | 14. století před Kr.                   | 14. století před Kr.                   | 14. století před Kr. |
| Elektryón            | 14. století před Kr.                   | 14. století před Kr.                   | 14. století před Kr. |
| Amfitryon            | 14. století před Kr.                   | 14. století před Kr.                   | 14. století před Kr. |
| Sthenelos            | 14. století před Kr.                   | 14. století před Kr.                   | 14. století před Kr. |
| Eurystheus           | 13. století před Kr.                   | 13. století před Kr.                   | 13. století před Kr. |
| Atreus               | 13. století před Kr.                   | 13. století před Kr.                   | 13. století před Kr. |
| Thyestes             | 13. století před Kr.                   | 13. století před Kr.                   | 13. století před Kr. |
| Agamemnón            | 12. století před Kr.                   | 12. století před Kr.                   | 12. století před Kr. |
| Aigisthos            | 12. století před Kr.                   | 12. století před Kr.                   | 12. století před Kr. |
| Alétes nebo Menelaos | 12. století před Kr.                   | 12. století před Kr.                   | 12. století před Kr. |
| Orestes              | 12. století před Kr.                   | 12. století před Kr.                   | 12. století před Kr. |
| Tisamenos            | 12. století před Kr.                   | 12. století před Kr.                   | 12. století před Kr. |
| -------------------- | -------------------------------------- | -------------------------------------- | -------------------- |